# Håvard Jørgensen (luchador)
Håvard Jørgensen (4 de octubre de 1999) es un deportista noruego que compite en lucha grecorromana. Ganó una medalla de bronce en el Campeonato Europeo de Lucha de 2023, en la categoría de 67 kg.

## Palmarés internacional
| Campeonato Europeo | Campeonato Europeo | Campeonato Europeo | Campeonato Europeo |
| Año                | Lugar              | Medalla            | Categoría          |
| ------------------ | ------------------ | ------------------ | ------------------ |
| 2023               | Zagreb (Croacia)   | Medalla de bronce  | 67 kg              |